# 選挙委員会 (香港)
選挙委員会（せんきょいいんかい、Election Committee）は、香港独自の選挙制度の一つである。各級の議員や、職能団体や社会団体から選出された委員により構成される。定数は1,500名。委員の任期は5年である。

## 概要
クリストファー・パッテン総督による選挙改革の一環として、立法局における総督任命議員を間接選挙に切り替えるため、創設されたのが由来である。創設当時の定数は100名であった。当時は、職能団体や社会団体内の有権者の範囲の拡大も、同時に行われた。そのため、選挙委員会は、香港住民の約半数に有権者資格が与えられた。ただし、民選枠と違い、有権者登録が必要であった。香港住民の約4分の1が有権者登録したにとどまった。それでも、現在の10倍近い人数である。
現在は、行政長官の選出が主な役割となった(香港特別行政区基本法付属文書１を参照)。返還前に第一期行政長官選挙を実施した際は、定数が400名、委員の選出も現在より不透明であった。第二期行政長官選挙実施時より、現在のような制度・定数となっている。
また、返還後も第一期立法会では10名、第二期立法会では6名の議員を選出したが、第三期からは選出枠がなくなった。
間接選挙の一種といえる。しかし、現在の状況では、民主的な代表性には乏しい。まず、全国人民代表大会や全国政治協商会議の香港代表が「当然」（自動当選）委員とされている。しかし、前者は複雑な間接選挙により選出され、後者は中国共産党中央による事実上指名した者である。いずれも、香港住民による民主選挙によって選出されていない職能組合についても、有権者、立候補資格ともごく一部に限定されている。
また、2021年の第13期全国人民代表大会第4回会議では香港特別行政区の選挙制度の改善に関する全国人民代表大会の決定（全国人民代表大会关于完善香港特别行政区选举制度的决定）が可決された。選挙委員会は定員が1200から1500に増員されたが、民主派が多数を占めていた区議会枠は廃止され、民主派の排除が行われた。

## 内訳
2016年に改正され、委員が定員1194名となっておりの選出枠の内訳は以下のとおり。
企業・産業界：小計299名
- 保険業界(18)
- 航運交通業界(18)
- 不動産業界(18)
- 旅行業界(18)
- 商業界(第一)(18)：香港總商會の所属企業・団体
- 商業界(第二)(18)：香港中華總商會の所属企業・団体
- 工業界(第一)(18)：香港工業總會の所属企業・団体
- 工業界(第二)(18)：香港中華廠商聯合會の所属企業・団体
- 金融業界(18)
- 金融サービス業界(18)
- 輸出入業界(17)[3]
- 紡織および衣料業界(18)
- 卸売および小売業界(18)
- ホテル業界(17)
- 飲食業界(17)
- 香港僱主聯合会(16)
- 香港中国企業協会(16)

専門職：小計300名
- 教育関係者(30)
- 弁護士(30)
- 会計士(30)
- 医療(30)
- 衛生サービス(30)
- エンジニア(30)
- 建築・測量および都市計画(30)
- IT(30)
- 高等教育関係者(30)
- 中医(漢方医)(30)

社会団体など関係者：小計300名
- 漁業農業界(60)
- 労働組合(60)
- 社会福祉(60)
- スポーツ・芸能・文化および出版業界(60)
- 宗教関係者(60)：

各級議会議員など：小計295名
- 新界各区議会(60)
- 立法會(68)[4]
- 港九各区議会(57)
- 全国政治協商会議香港地区委員(51)
- 全国人民代表大会香港代表(33)
- 郷議局(26)